# Apolloniei
Apolloniei (in greco antico: Ἀπολλωνιείς?, Apolloniéis) era un demo dell'Attica. La collocazione è sconosciuta. Il demo fu creato nel 201/200 a.C. in onore di Apollonide, moglie di Attalo I.